# Typ 16 (obrněný automobil)
Typ 16 je obrněné vozidlo vyvíjené pro japonské síly sebeobrany v rámci programu Maneuver Combat Vehicle (MCV). Jeho hlavním úkolem je palebná podpora pěchoty, částečně rovněž nahrazuje starší japonské tanky a mohou být nasazeny k ničení nepřátelských tanků. Jedná se o silně vyzbrojené vozidlo s vysokou taktickou i strategickou mobilitou, což je důležité pro nasazení ve specifických přírodních podmínkách Japonska.
Typ 16 je obrněné kolové vozidlo 8×8 koncepčně podobné americkému typu M1128 Stryker MGS, nebo italskému B1 Centauro. Lze jej přepravovat transportním letounem Kawasaki C-2.

## Vývoj

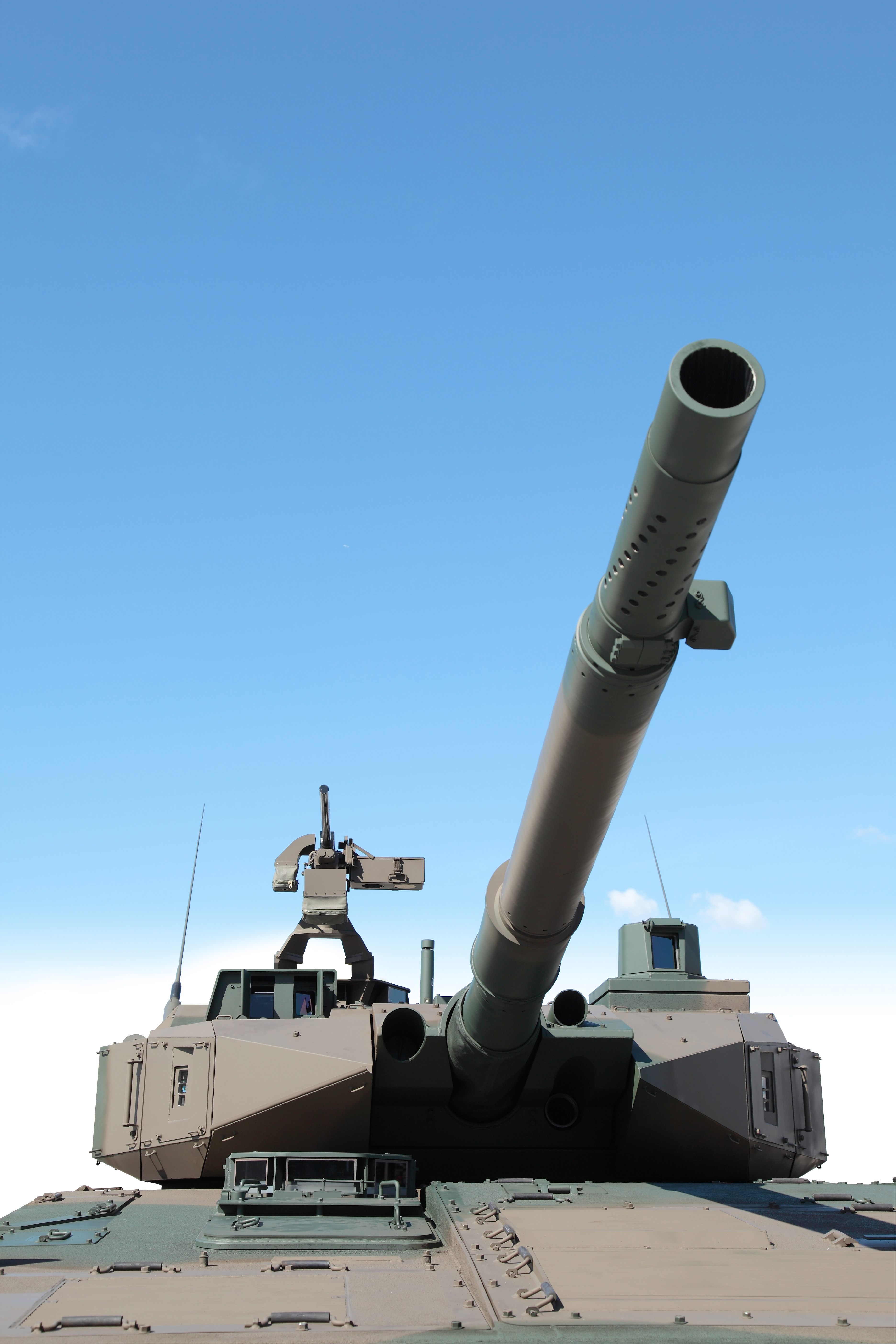
Detail věže

První oficiální informace o vývoji nového obrněného vozidla byly zveřejněny v roce 2004. Následně probíhaly různé koncepční práce. Technickou část vývoje roku 2007 zahájil japonský „Technologický institut pro výzkum a vývoj“ (TRDI – Technical Research & Development Institute). První prototyp byl vyroben roku 2013 a poprvé představen veřejnosti 9. října 2013. Sériová výroba má probíhat od roku 2016 v koncernu Mitsubishi Heavy Industries. Předpokládá se, že Japonsko odebere 200–300 kusů Typ 16. Plánován je rovněž vývoj dalších verzí vozidla, například vozidlo se 120mm kanónem.

## Konstrukce

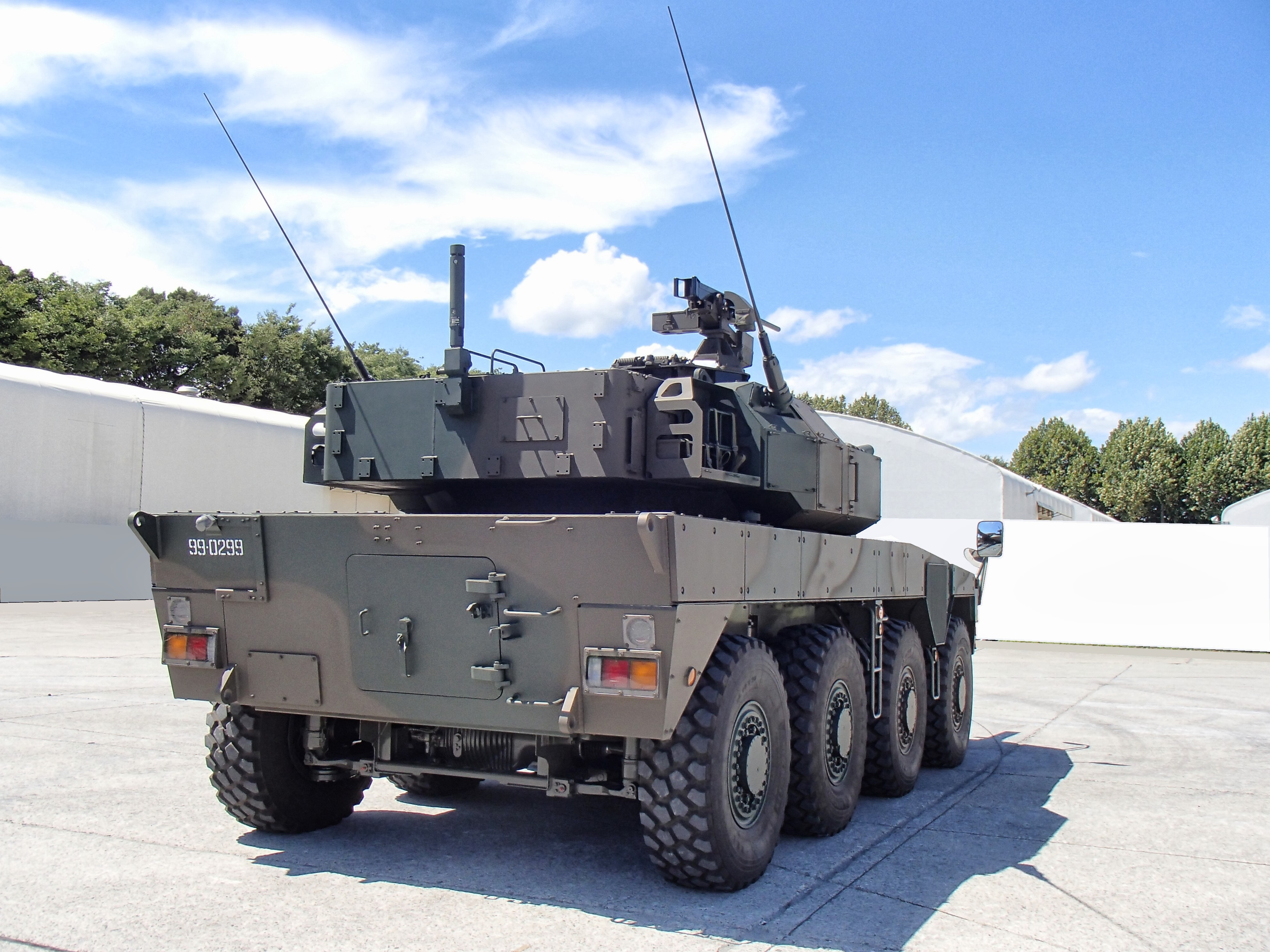
Zadní pohled

Posádku tvoří řidič, sedící v pravé části přídě a velitel, střelec a nabíječ sedící v dělové věži. Hlavní výzbroj tvoří 105mm kanón o délce hlavně 52 ráží, který je manuálně nabíjený. Kanón vyrábí společnost Japan Steel Works na základě britského kanónu L7. Zásobu munice tvoří protipancéřové náboje APDS-T a HESH-T. Vedle kanónů se nachází koaxiální kulomet ráže 7,62 mm. Dále vozidlo nese manuálně ovládaný 12,7mm kulomet M2HB na střeše dělové věže. Vozidlo je vybaveno moderní elektronikou, senzory a systémem řízení palby, pocházejícím z tanku typu 10. Bližší podrobnosti o pancéřování nebyly zveřejněny. Pancéřování tvoří několik vrstev oceli (nelze vyloučit, že byla použita nanokrystalická ocel jako u tanku typu 10) a chrání proti pěchotním zbraním. Lze jej doplnit moduly přídavného pancéřování. Pohonný systém je řešen jako powerpack uložený v levé části přídě. Použitý čtyřválcový turbodiesel neznámého výrobce má výkon 570 hp.